# 白馬村立白馬中学校
白馬村立白馬中学校（はくばそんりつ はくばちゅうがっこう）は、長野県北安曇郡白馬村にある公立の中学校である。

## 沿革
- 1958年5月1日 - 白馬村立神城中学校・北城中学校を統合し、白馬中学校が開校する。
- 1959年1月10日 - 校歌 （作詞 大木淳夫、作曲 飯田信夫） 、校章・バッジ（デザイン 石沢清）が制定される。
- 1959年4月5日 - 白馬中学校第一回入学式を行う。
- 1961年9月23日 - 全日本子ども美術展で文部大臣賞・学校賞を受賞する。
- 1963年12月20日 - 開校5周年記念として、校門が建設される。（PTA寄贈）
- 1967年1月20日 - 世界国際児童美術展インドニューデリー展で1位以下多数入賞する。
- 1967年10月10日 - 1972札幌オリンピック、ジュニアスキー選手強化指定校となる。
- 1971年10月11日 - インドのシャンカー展でネール賞ほか3名が受賞する。

## 部活動
運動部
- 男子バレー部（現在は部員がおらず廃部の危機に瀕している）
- 女子バレー部
- バドミントン部
- 陸上部
- クロス部
- アルペン部
- ジャンプ部
- 男子バスケットボール部

文化部
- 演劇部
- 吹奏楽部

## 年間行事
- 4月入学式
- 9月総合発表会
- 3月卒業証書授与式

## 卒業した著名人
- 上村愛子 - 女子モーグル選手
- 柏原理子 - 女子スキークロス選手
- 成瀬野生 - 男子クロスカントリー選手
- 渡部暁斗－ノルディック複合選手
- 渡部善斗－ノルディック複合選手

## 学校周辺
- 白馬駅
- 国道148号（千国（糸魚川）街道）
- JA大北白馬
- 白馬町公民館
- 白馬郵便局
- 信濃毎日新聞社
- ザ・ビッグ